# Rhopalonema
Genre
Synonymes
- genre Calyptra Leuckart, 1856[1]
- sous-genre Marmanema (Cordylonema) Haeckel, 1879[1]
- genre Marmanema Haeckel, 1879[1]
- genre Trachynema Gegenbaur, 1854[1]
- genre Trachyneme Whiteaves, 1901[1]

Rhopalonema est un genre de trachyméduses (hydrozoaires) de la famille des Rhopalonematidae.

## Liste d'espèces
Selon World Register of Marine Species (1 mars 2019) :
- Rhopalonema funerarium Vanhöffen, 1902
- Rhopalonema velatum Gegenbaur, 1857

## Publication originale
(de) Karl Gegenbaur, « Versuch eines Systems der Medusen, mit Beschreibung neuer oder wenig gekannter Formen; zugleich ein Beitrag zur Kenntnis der Fauna des Mittelmeeres », Zeitschrift für wissenschaftliche Zoologie. Leipzig, vol. 8,‎ 1897, p. 202-273 (lire en ligne, consulté le 1er mars 2019).